# NGC 5562
NGC 5562 este o liner situată în constelația Boarul. A fost descoperită în 28 iunie 1883 de către Ernst Wilhelm Tempel.